# 阿梅爾·卡姆塔契
阿梅爾·卡姆塔契（1981年5月4日—）是一名阿爾及利亞排球運動員，曾代表國家參加2012年倫敦奧運的女子排球比賽，並未獲得獎牌。